# Château de Tavers
Le château de Tavers est une demeure située à La Grande-Paroisse, en France.

## Situation et accès
L’édifice est accessible par la route de Montereau, dans l'écart de Tavers, vers le centre du territoire communal de La Grande-Paroisse. Plus largement, il se trouve dans le département de Seine-et-Marne, en région Île-de-France.

## Histoire
Il est possible que la localité soit aussi connue sous la variante Trevers. Le château est vendu le 29 juillet 1886 au tribunal civil de Fontainebleau sur la mise à prix de 33 450 francs. Au début du XXe siècle, le château est la propriété d'un dénommé Galland. Dans la nuit du 16 au 17 octobre 1910, un bâtiment dépendant est en proie aux flammes : l'incendie, dont la cause est inconnue, est éteint par les pompiers du hameau voisin de Montgelard et occasionne 1 300 francs de dégâts.

## Structure
En 1900, Maurice Guillemot décrit la demeure dans Gil Blas comme étant « morne, muette, close » à la « façade blanche saillant des verdures du parc » lui-même dépeint comme « très étendu, bois ombreux où des sources gazouillent ; des potagers, des vergers le limitent de chaque côté avec des serres et des orangeries où, jadis, sous le charme des toits, des hirondelles nichaient ».